# Roy Ascott
Roy Ascott ( * 26 de octubre de 1934 (90 años) en Bath, Inglaterra) es un artista reconocido por su trabajo con la cibernética y la telemática, y se ha dedicado a cuestiones vinculadas al arte, la tecnología y la conciencia desde la década de 1960. Preside el Planetary Collegium.
Su servicio militar se realizó como oficial radarista de la Royal Air Force en sistemas de defensa).
Ascott se formó en la City of Bath Grammar School. Entre 1955 y 1959 estudió Bellas Artes en el King's College de la Universidad de Durham (que hoy es la Universidad de Newcastle) con Victor Pasmore y Richard Hamilton e Historia del Arte con Lawrence Gowing y Quentin Bell. En 1961 se mudó a Londres y estableció su innovador Groundcourse en el Ealing School of Art
En su primera muestra individual (1964), en la Galería Molton, de Londres (Annely Juda), expuso Analogue Structures and Diagram Boxes, obras transformables de madera, acrílico y vidrio, que requieren la participación del espectador y cobran vida gracias a la cibernética. Frank Popper, historiador del arte, repara en la importancia de este primer trabajo. Enseña en Londres Y también en 1964, Ascott publicó Behaviourist Art and the Cybernetic Vision en Cybernetica, publicación de la Asociación Internacional de Cibernética (Namur). Con Gordon Pask como mentor, fue nombrado miembro adjunto del Institute of Computer Sciences en 1968. En 1972 se asoció a la Royal Society of Arts.
Roy Ascott ha expuesto en la Bienal de Venecia, Electra Paris, Ars Electronica, V2 Institute for the Instable Media, Trienal de Milán, Bienal del Mercosur, European Media Festival y en gr2000az en Graz, Austria. Su primer proyecto telemático de gran influencia fue La Plissure du Texte (1983), un trabajo en línea de "autoría distribuida" en el que participaron artistas de todo el mundo para construir una narrativa no lineal. El segundo fue su "Gesamtdatenwerk” Aspects of Gaia: Digital Pathways across the Whole Earth (1989), una instalación telemática inmersiva concebida para el festival Ars Electronica en Linz, que analiza con perspicacia Matthew Wilson Smith en The Total Work of Art: from Bayreuth to Cyberspace, Nueva York: Routledge, 2007.
Una gran exposición retrospectiva de su obra se mostró en Corea como parte del Festival de Arte Digital de Incheon, en octubre de 2010, y en Londres en la galería SPACE Studios, Hackney, en junio de 2011. La exposición incluyó una versión en Second Life de su trabajo genérico de "autoría distribuida": La Plissure du Texte. Su trabajo fue incluido en la Bienal de Shanghái en octubre de 2012 a marzo de 2013.
El trabajo de Ascott implica la exploración de lo que él ha definido como cibercepción, telenoia, sincretismo, tecnoética y medios húmedos en el arte, entre muchos otros conceptos y teorías influyentes que publicó en seis libros y más de 170 artículos y trabajos en todo el mundo durante las últimas tres décadas. Entre sus publicaciones más recientes (2006) se incluyen:
- “Syncretic Reality: art, process, and potentiality”
- "Technoetic Pathways toward the Spiritual in Art Transdisciplinary Perspective on Connectedness, Coherence and Consciousness"
- “Syncretic Strategies” se presentó en la Conferencia SESC.

Ha influenciado al músico Brian Eno, al artista Paul Sermon

## Trayectoria académica
Es presidente fundador del Planetary Collegium, centro de investigación avanzada que abrió él mismo en 2003, en la University of Plymouth, Reino Unido (donde es profesor de Artes Tecnoéticas), con sedes en Zúrich y Milán. Durante la década de 1960 fue profesor en Londres en: Ealing, Slade School of Art, Central y Saint Martins Schools of Art. Después, presidió el Ontario College of Art de Toronto durante un corto período, antes de pasar al Minneapolis College of Art and Design y desempeñarse como vicepresidente y decano del San Francisco Art Institute durante la década de 1970. Fue profesor de Teoría de las Comunicaciones en la Universidad de Artes Aplicadas de Viena durante la década de 1980 y profesor de Artes Tecnoéticas en la Universidad de Gales Newport en la década de 1990. Ha asesorado a organizaciones de nuevas artes multimedia de Brasil, Japón, Corea, Europa y América del Norte, así como a la UNESCO y la CCE, y desde 2000 ha sido profesor invitado de Arte Multimedia y Diseño en la UCLA, School of Arts. Es fundador y editor de Technoetic Arts, publicación de investigación especulativa, y editor honorario del Leonardo Journal. Ascott ha sido Comisionado Internacional de la XLII Bienal de Venecia de 1986  (Red Planetary & Laboratorio Ubiqua.